# Chemische technologie
Chemische technologie is een toegepaste exacte wetenschap die zich bezighoudt met technologische toepassingen van vooral chemie, maar ook natuurkunde, wiskunde en informatica. Een andere naam voor chemische technologie is scheikundige technologie of technische scheikunde.

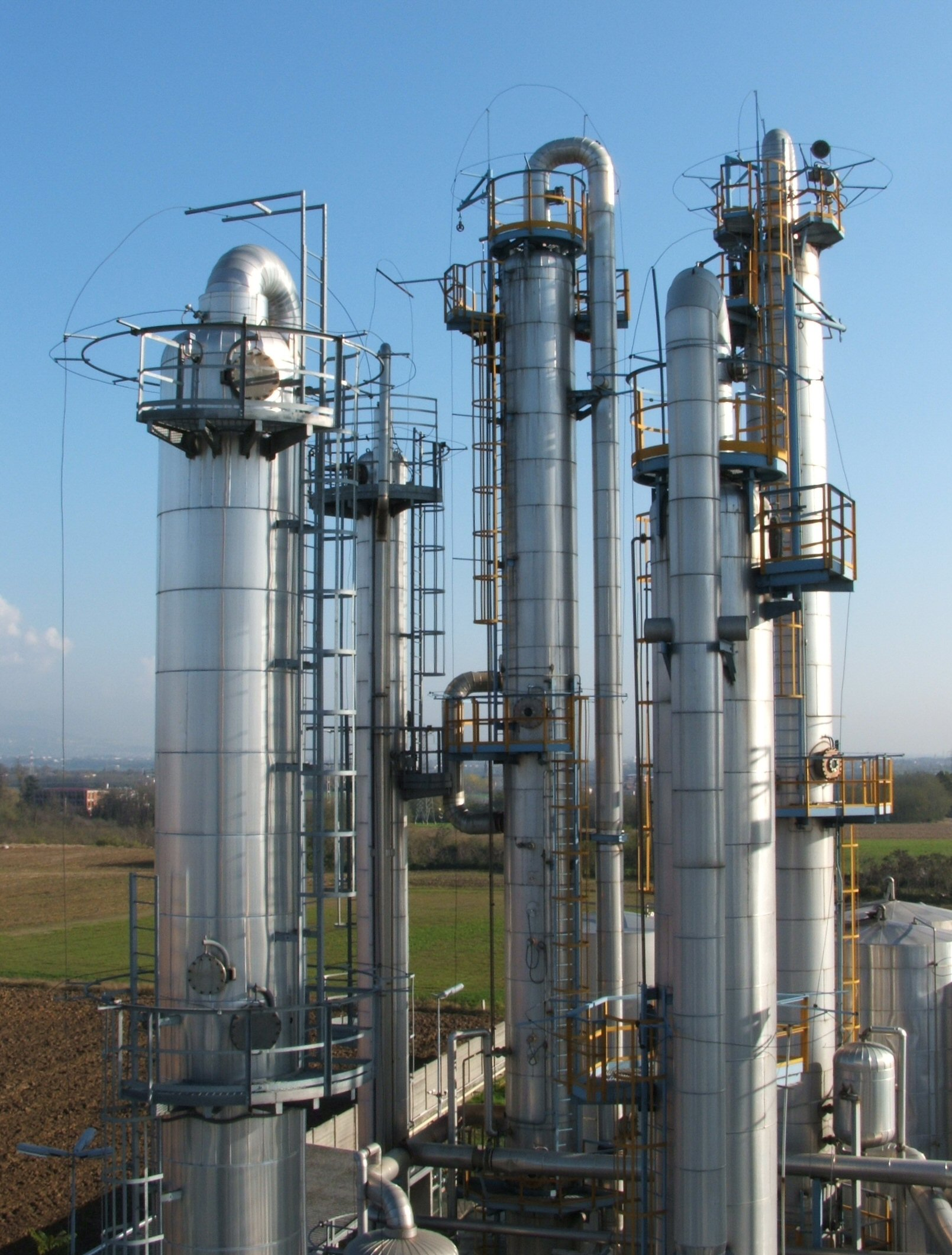
Procestechnologen ontwerpen, bouwen en besturen chemische fabrieken

Chemische technologie houdt zich vooral bezig met het ontwerp en onderhoud van industriële chemische processen op grote schaal. Chemische technologen in dit vakgebied worden procestechnoloog genoemd.
Chemische technologen zoeken de veiligste en meest economische oplossing voor een proces. Dat betekent dat de volledige productieketen wordt geoptimaliseerd. Dit kan bereikt worden op diverse manieren. Het verhogen van de temperatuur maakt veel reacties makkelijker en sneller. Reacties met een lage conversie hebben vaak gerecycleerde stromen nodig. Dit is op laboratoriumschaal nauwelijks uit te voeren. In de industrie is het niet onwaarschijnlijk om zes (soms zelfs twaalf) verdampingsstappen te gebruiken. Op laboratoriumschaal wordt slechts één stap gebruikt, wat veel meer energie vergt.
In de chemische technologie worden verschillende apparaten gebruikt zoals: 
- destillatiekolommen,
- filtratiekolommen,
- extractiekolommen,
- krakers,
- warmtewisselaars en
- reactoren.

In elk van deze apparaten vindt er een proces plaats, bijvoorbeeld: chemische reactie, massaoverdracht, warmte-uitwisseling, impulsoverdracht. In sommige apparaten vinden zelfs meerdere processen plaats zoals in een reactieve destillatie kolom.
In de chemische technologie spelen drie natuurkundige wetten een rol: 
- wet van behoud van massa,
- wet van behoud van impuls en de
- wet van behoud van energie.

De 'boekhouding' voor een fabriek wordt bijgehouden in een massabalans en een energiebalans. Beide worden opgesteld zowel voor individuele apparaten als voor gehele fabrieken.
Chemisch technologen houden zich bezig met veel meer dan alleen het ontwerp van een fabriek. Ze besteden aandacht aan de ontwikkeling van nieuwe producten en materialen. Veiligheid en milieu spelen een grote rol in de chemische technologie. Daarmee tracht men chemische rampen zoals in Bhopal te vermijden. Ook de schadelijke uitstoot van chemische fabrieken is veel minder geworden.
Aan onder meer de volgende universiteiten en hogescholen kan Chemische Technologie worden gestudeerd:
- In België
  - Universiteit Gent
  - Katholieke Universiteit Leuven
  - Université catholique de Louvain
  - Université libre de Bruxelles
  - Université de Mons-Hainaut
  - Vrije Universiteit Brussel
  - Hogeschool Gent
- In Nederland (HBO en WO)
  - De Haagse Hogeschool
  - Hogeschool Utrecht
  - Hogeschool Rotterdam
  - Rijksuniversiteit Groningen
  - Saxion
  - Technische Universiteit Delft (onder de naam Molecular Science & Technology (MST))
  - Technische Universiteit Eindhoven (onder de naam Scheikundige Technologie)
  - Universiteit Twente (onder de naam Chemical Science and Engineering)
  - Hanzehogeschool Groningen
  - NHL Hogeschool
  - Avans Hogeschool
  - Zuyd Hogeschool
  - Hogeschool Van Hall Larenstein
  - Fontys Hogeschool (onder de naam Applied Science)

- Biblioteca Nacional de España: XX5303448
- Bibliothèque nationale de France: cb11958193x (data)
- Gemeinsame Normdatei: 4349723-8
- Library of Congress Control Number: sh85022900
- National Archives and Records Administration: 10640211
- Bibliotheek van het Japanse parlement: 00564422
- Nationale Bibliotheek van Tsjechië: ph114234
- Nationale Bibliotheek van Israël: 987007284924305171